# タント (アニメ制作会社)
有限会社タント（英語表記：TANTO Do-GA STUDIO,inc.）は、かつて存在したアニメーションの下請けを主な事業内容とする日本の企業である。

## 概要・沿革
撮影監督や特殊効果を務めてきた竹内達彦によって設立された会社である。元々は撮影や仕上げ作業に特化した下請けスタジオであったが、その後作画部門を設立。さらに幅広く活躍の場を広げ、自社で作品のグロス請けを行うほど成長した。しかし、諸般事情により2007年9月末日をもって活動停止する事になった。
作品に参加した多くの場合は「タント」とクレジットされているが、「TANTO」「TANTO動画」「Tanto」「TANT」「TANTO Do-GA STUDIO」と表記されることもあった。

## 作品リスト

### テレビシリーズ
- トラブルチョコレート （制作元請：AIC、各話仕上、1999年-2000年）
- 真・女神転生デビチル （制作元請：トムス・エンタテインメント東京本社東京ムービー事業本部、デジタル彩色、2000年-2001年）
- 機動天使エンジェリックレイヤー （制作元請：ボンズ、各話動画、2001年）
- スクライド （制作元請：サンライズ、デジタルペイント、2001年）
- シャーマンキング （制作元請：XEBEC、各話デジタルペイント、2001年-2002年）
- ロックマンエグゼ （制作元請：XEBEC、動画・デジタルペイント、2002年-2003年）
- NARUTO -ナルト- （制作元請：ぴえろ、各話デジタル彩色、2002年-2007年）
- D・N・ANGEL （制作元請：XEBEC、各話動画・仕上げ、2003年）
- 宇宙のステルヴィア （制作元請：XEBEC、各話動画・仕上げ、2003年-2004年）
- まっすぐにいこう。 （制作元請：ゆめ太カンパニー、動画・仕上協力、第1期：2003年／第2期：2004年）
- まほらば〜Heartful days （制作元請：J.C.STAFF、各話動画・仕上げ、2005年）
- アイシールド21 （制作元請：ぎゃろっぷ、各話動画・仕上げ、2005年-2008年）
- プレイボールシリーズ
  - プレイボール （制作元請：マジックバス、各話制作協力、2005年）
  - プレイボール2nd （制作元請：マジックバス、各話制作協力、2006年）
- ふしぎ星の☆ふたご姫 （制作元請：ハルフィルムメーカー、第13話特効、2005年-2006年）
- かりん （制作元請：J.C.STAFF、各話動画・仕上げ、2005年-2006年）
- 半分の月がのぼる空 （制作元請：グループ・タック、各話原画・動画・デジタル彩色、2006年）
- 銀魂 （制作元請：サンライズ、各話原画、2006年）
- ゼロの使い魔 （制作元請：J.C.STAFF、各話第二原画・動画・デジタル仕上、2006年）
- ひぐらしのなく頃に （制作元請：スタジオディーン、各話動画、2006年）
- 武装錬金 （制作元請：XEBEC、各話原画、2006年-2007年）
- ぷるるんっ!しずくちゃん （制作元請：トムス・エンタテインメント東京本社東京ムービー事業本部、各話動画・ペイント、2006年-2007年）
- 天保異聞 妖奇士 （制作元請：ボンズ、各話第二原画・動画、2006年-2007年）
- シュヴァリエ 〜Le Chevalier D'Eon〜 （制作元請：Production I.G、仕上、2006年-2007年）
- 東京魔人學園剣風帖 龍龍 （制作元請：AICスピリッツ、各話仕上、2007年）
- アイドルマスター XENOGLOSSIA （制作：サンライズ、各話動画・デジタルペイント、2007年）
- ヒロイック・エイジ （制作元請：XEBEC、各話第二原画、2007年）
- ながされて藍蘭島 （制作元請：フィール、各話動画、2007年）
- スカイガールズ （制作元請：J.C.STAFF、各話制作協力、2007年）
- スケッチブック 〜full color's〜 （制作元請：ハルフィルムメーカー、各話動画、2007年）

### OVA
- ナースウィッチ小麦ちゃんマジカルて （制作元請：タツノコプロ、動画・仕上げ、2002年-2005年）
- 撲殺天使ドクロちゃん2 （制作元請：ハルフィルムメーカー、動画、2007年）
- ARIA The OVA 〜ARIETTA〜 （制作元請：ハルフィルムメーカー、動画、2007年）

### 劇場映画
- 犬夜叉 紅蓮の蓬莱島 （制作元請：サンライズ、原画、2004年）
- 雲のむこう、約束の場所 （制作元請：アスリード、動画・デジタルペイント、2004年）
- テニスの王子様 -二人のサムライThe First Game- （制作元請：Production I.G、仕上、2005年）
- 劇場版ポケットモンスター アドバンスジェネレーション ポケモンレンジャーと蒼海の王子 マナフィ （制作元請：オー・エル・エム、動画協力、2006年）
- トップをねらえ2!劇場版 （制作元請：ガイナックス、動画・仕上協力、2006年）
- ドラえもん のび太の新魔界大冒険 〜7人の魔法使い〜 （制作元請：シンエイ動画、動画、2007年）
- 劇場版ポケットモンスター ダイヤモンド&パール ディアルガVSパルキアVSダークライ （制作元請：オー・エル・エム、動画協力、2007年）